# Lad de små børn
Lad de små børn (eng. titel: Aftermath) er en dansk film fra 2004, instrueret af Paprika Steen efter manuskript af Kim Fupz Aakeson.

## Medvirkende
- Sofie Gråbøl som Britt
- Mikael Birkkjær som Claes
- Søren Pilmark som Niels, Nis eller Nisse
- Karen-Lise Mynster som Anette
- Laura Christensen som Malene
- Lars Brygmann som chef der hvor Britt arbejder
- Carsten Bjørnlund som Ulrik